# Вольская (деревня)
Вольская — деревня в Коношском районе Архангельской области. Входит в состав Климовского сельского поселения.

## География
Находится в юго-западной части Архангельской области на расстоянии приблизительно 44 км на запад-северо-запад по прямой от административного центра района поселка Коноша на левом берегу реки Волошка.

## История
В 1905 году здесь (деревня Кирилловского уезда Новгородской губернии) было учтено 39 дворов.

## Население
Численность населения: 274 человека (1905 год), 6 (русские 100 %) в 2002 году, 3 в 2010.